# Laurentia (vlinders)
Laurentia is een geslacht van vlinders uit de familie van de snuitmotten (Pyralidae). De wetenschappelijke naam is voor het eerst geldig gepubliceerd in 1888 door Émile-Louis Ragonot.
Ragonot beschreef ook de typesoort Laurentia inclarella, afkomstig uit Java. George Hampson beschreef in 1918 een tweede soort, Laurentia albivenella aan de hand van een mannelijk specimen uit Formosa.